# Pastorale (Oper)

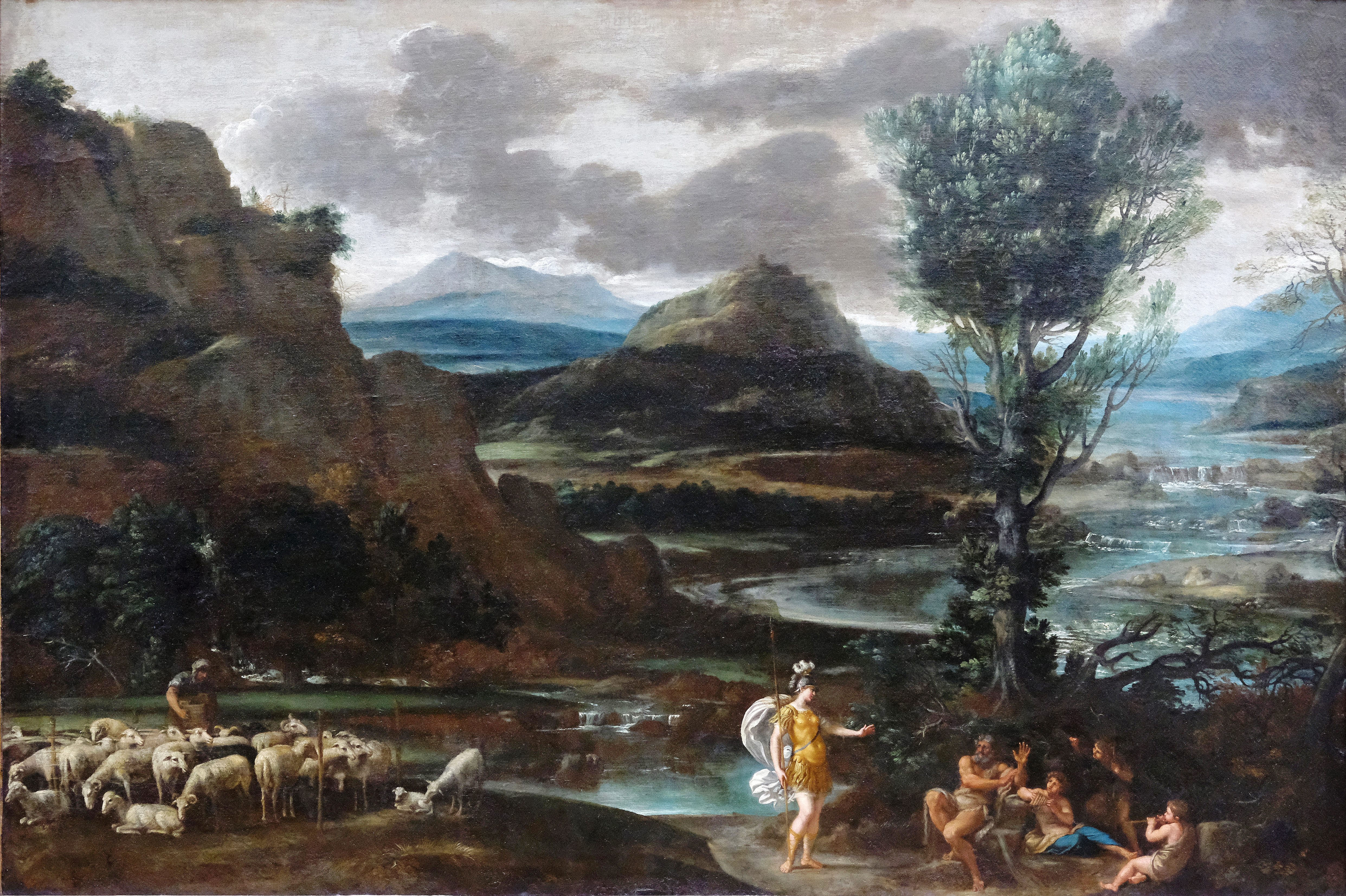
Domenichino: Erminia bei den Hirten (1622–1625). Paris, Louvre

Dieser Artikel befasst sich mit der Opern-Gattung Pastorale in ihren verschiedenen Ausprägungen und mit ihrer historischen Entstehung und Entwicklung unter Berücksichtigung verwandter Gattungen wie Serenata, Kantate, Masque, u. a.
Die Pastorale ist eine opernhafte Gattung des 17. und 18. Jahrhunderts, die auf der im 16. Jahrhundert aufgekommenen Mode der Schäferdichtung und des Schäferspiels basiert. Die Handlung ist daher in einem idyllischen Hirten- oder Schäfermilieu angesiedelt und dreht sich vor allem um Liebesverwicklungen.
Zum Personal der Pastoral-Oper gehören neben Schäfern und Hirten typischerweise auch Naturgeister wie Nymphen, Najaden, Dryaden oder Satyre, und auch Halbgötter oder Götter der griechisch-römischen Mythologie; gelegentlich auch Fluss- oder Meeresgottheiten.
Die Pastorale kam auch als Mischung mit anderen Gattungen vor, so unterscheidet z. B. Mattheson (1739) eine tragische, heroische, komische oder „landmäßige“ Form, er betont jedoch, dass sie „…ihr rechtes vornehmstes Kennzeichen…“ „…nicht im Frolocken und Jauchtzen, nicht in prächtigen Aufzügen; sondern in einer „unschuldigen“, „bescheidenen“ Liebe, in einer ungeschminckten, angebornen und angenehmen Einfalt (naiveté) … findet, nach welchem sich alle Arten und Theile desselben richten müssen; die Melodien insonderheit“.

## Geschichte
Schon in der Antike besang Theokrit in seinen bukolischen Idyllen das Leben der Hirten, die häufig, wie auch bei Homer, Musikinstrumente wie die Panflöte (Syrinx) spielen. Vergils Eklogen wurden im 1. Jahrhundert mit musikalischer Untermalung aufgeführt. Besonders bekannt ist die biblische Überlieferung, dass Jesus Christus zu seiner Geburt von Hirten aufgewartet wurde (und er selber wird als „guter Hirte“ und als „Lamm Gottes“ bezeichnet). Diese Idee von der weihnachtlichen Hirtenmusik führte im Barock zur instrumentalen Form der Pastorale.

### Italien im 16. und frühen 17. Jahrhundert

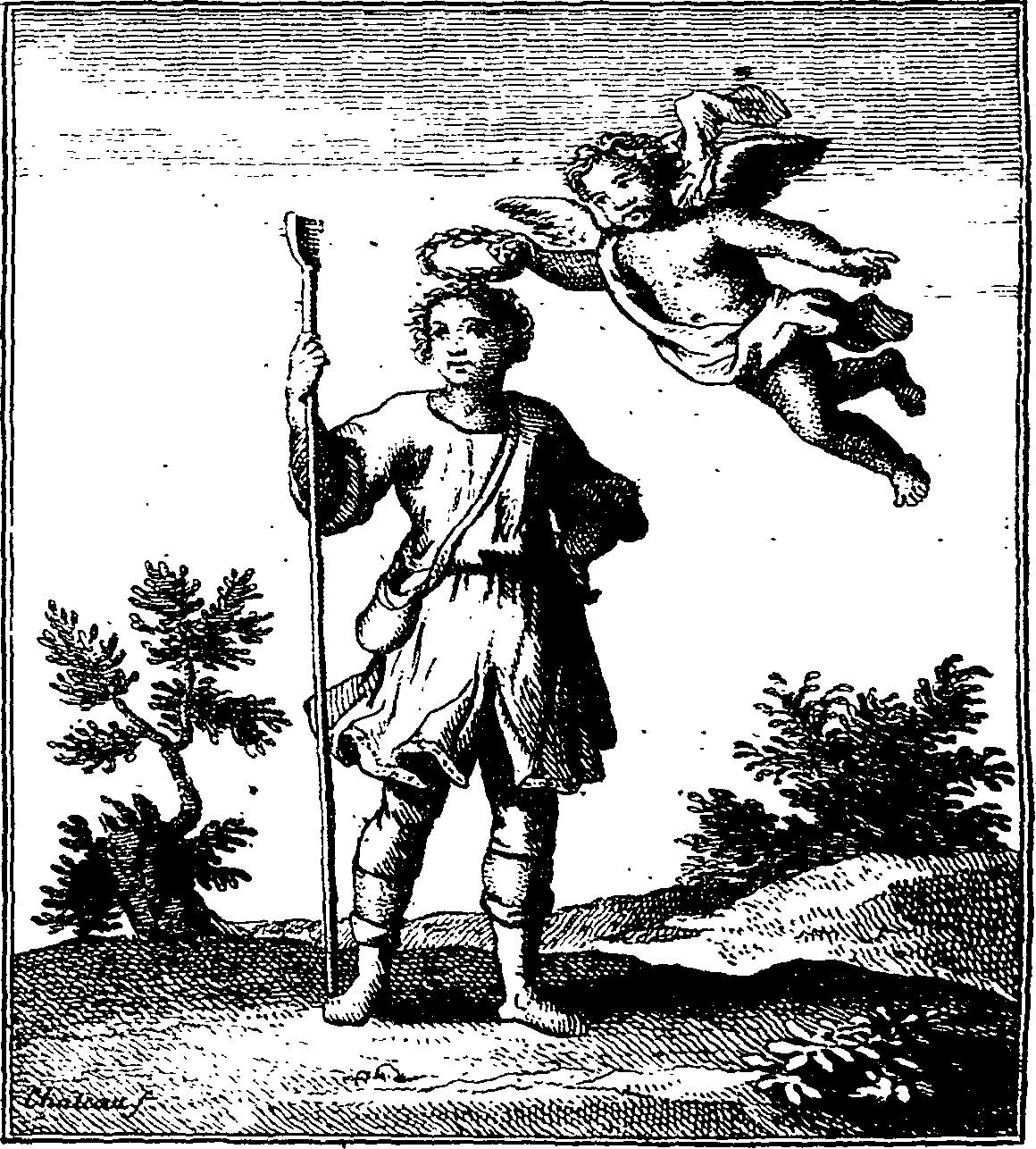
Illustration aus: Il pastor fido… di Battista Guarini, London 1718

So war die Figur des Schäfers schon von alters her ein Symbol für eine naturnahe quasi kindliche Unschuld, Reinheit und Tugend, ein friedliches und liebevolles Wesen, das nichts Böses kennt. Vor diesem christlichen Hintergrund und einigen literarischen Beispielen aus der Antike, kam im Mittelalter die Gattung der Pastourelle auf. In der italienischen Renaissance entstanden einige große Bühnenwerke: Schon Angelo Polizianos La favola di Orfeo (ca. 1480) spielt bis zum Tod der Euridice im Hirtenmilieu; es gilt als Vorläufer der Oper und wurde nachweislich mit Musik aufgeführt, von Komponisten wie Marchetto Cara und Tromboncino. Die bedeutende Schäferdichtung des 16. Jahrhunderts und vor allem die beiden Schäferspiele Aminta (1573) von Torquato Tasso und Il pastor fido (= Der treue Hirte; 1590) von Giovanni Battista Guarini hatten einen enormen Einfluss auf die Entwicklung der Musik, und trugen letztlich zur Entstehung der Oper bei. Ausgewählte Texte und auch längere Dialog-Passagen aus den genannten Werken von Guarini und Tasso (und andere Schäferdichtungen) wurden zunächst in zahlreichen Fassungen als Madrigale vertont, die höchstwahrscheinlich auch in Aufführungen der beiden Bühnenwerke gesungen wurden. Einige Beispiele für Vertonungen allein aus Guarinis Il pastor fido sind:
- „Tirsi morir volea“ von Giaches de Wert (7. Madrigalbuch, 1581);[4]
- die 4 Madrigale „Deh, Tirsi, Tirsi, anima mia, perdona“, „Anima cruda, sì, ma però bella“, „Udite Lagrimosi“ und „Ah, dolente partita!“ aus dem 6. Madrigalbuch (1594) von Luca Marenzio;
- Allein aus dem 5. Madrigalbuch (1605) von Claudio Monteverdi: „Cruda Amarilli“ und „O Mirtillo, Mirtill’, anima mia“; eine fünfteilige Madrigalfolge „Ecco Silvio…“ (ein Dialog von Dorinda und Silvio); die dreiteilige Madrigalfolge „Ch’io t’ami“ (aus dem Munde Mirtillos); und „M’è più dolce il penar per Amarilli“ (auch Mirtillo);[5]
- „Cruda Amarilli“ wurde auch von Sigismondo d’India komponiert (1. Madrigalbuch à 5, 1606); spätere Beispiele sind „Ombrose e care selve“ und „Quell’augellin che canta“ aus dem 3. Madrigalbuch (à 5, 1615).[6]
- Ein ganz berühmtes Beispiel ist das Solomadrigal „Amarilli mia bella“ von Giulio Caccini (Le Nuove Musiche, Florenz 1601),[7] einem Mitglied der Florentiner Camerata, die direkt an der Entwicklung der Oper nach griechischen Vorbildern wirkte.

Dies ist nur eine kleine Auswahl, zu der noch eine regelrechte Flut von Stücken nach Texten anderer Autoren wie Tasso, Marino, Rinuccini usw. kommen, die ebenfalls dem Pastoralgenre angehören, beispielsweise Monteverdis berühmtes Duett „Zefiro torna“ (Libro IX, 1651; Text von Rinuccini).

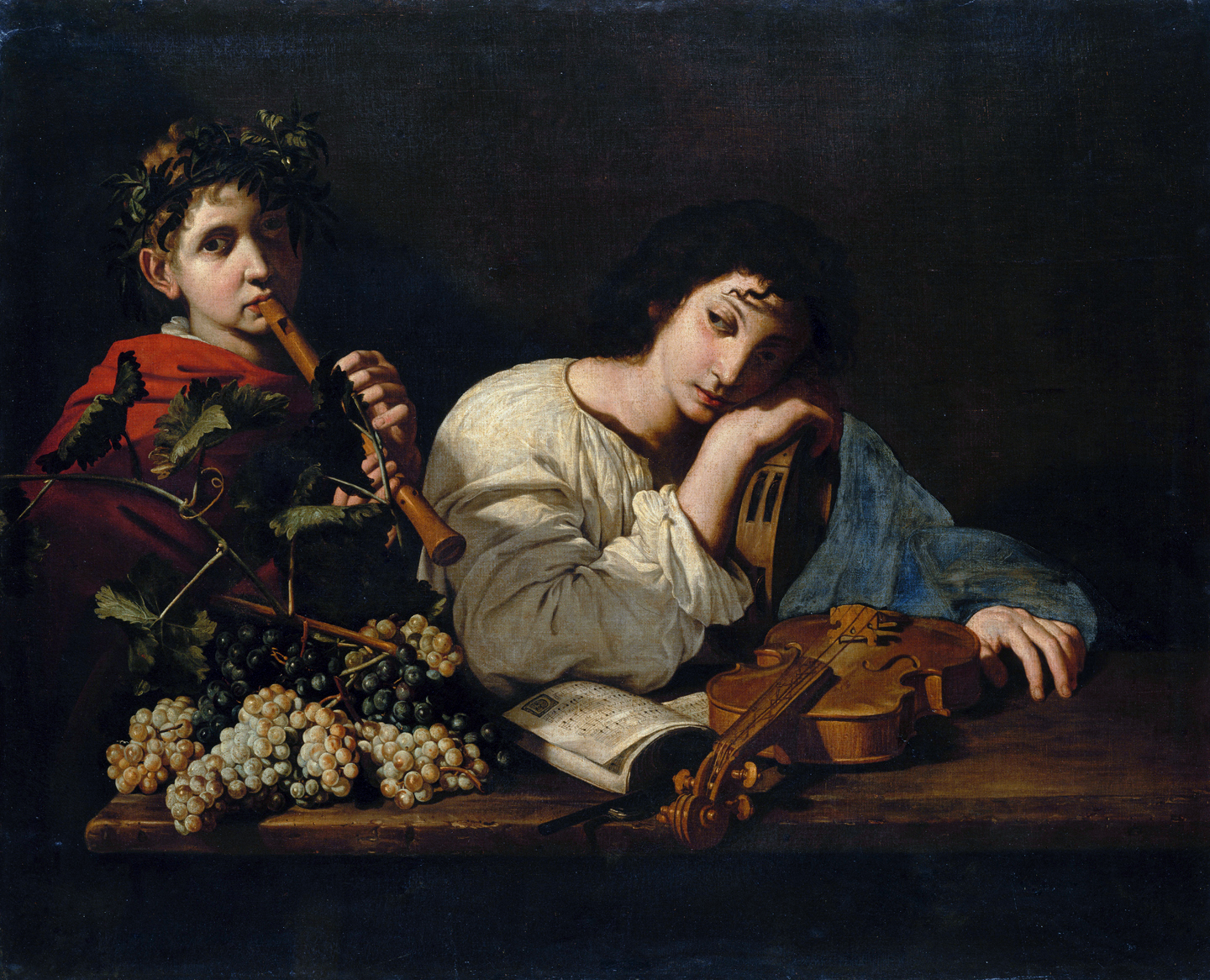
Bartolomeo Cavarozzi: Lamento des Aminta, ca. 1625. Paris, Louvre.

Eine bedeutende Pastoralkomposition von etwas größeren Dimensionen ist Monteverdis „Dialogo e Ballo“ Tirsi e Clori, der 1616 in Mantua aufgeführt, und im 7. Madrigalbuch (1619) veröffentlicht wurde. Der Text stammte von Alessandro Striggio, der auch das Libretto zu Monteverdis Oper L’Orfeo geschaffen hatte (Mantua, 1607). Auch diese ist stark vom Pastoral-Genre beeinflusst: Das Libretto geht wahrscheinlich auf Polizianos Favola d’Orfeo zurück, und die gesamte Hochzeitsszene des ersten und des zweiten Aktes spielt in einem bukolischen Schäfer- und Hirtenmilieu, mit mehreren Sologesängen und Chören für die Hirten. Das Gleiche gilt für andere frühe Opern, wie Jacopo Peris Dafne (1597/1598), Caccinis „favola pastorale“ L'Euridice (1602, Florenz) oder Stefano Landis La morte d’Orfeo (1619), das als „Tragicommedia pastorale“ bezeichnet ist.
In der weiteren Entwicklung der Oper traten zwar immer mehr heroische und aristokratische Gestalten aus der antiken Mythologie oder der Geschichte in den Vordergrund, doch waren die Schäfer und Hirten oft nicht weit – immer als positives unverdorbenes Gegenbild einer naturnahen, einfachen Welt, wo es nur Frieden und Liebe gibt, und keine höfischen Intrigen oder kriegerischen Auseinandersetzungen. Ein Beispiel ist der gute alte Hirte Eumete in Monteverdis Il ritorno d’Ulisse in patria (1641).

### Frankreich
In Frankreich diente die Schäferthematik schon vor der eigentlichen Erfindung der französischen Oper häufig als allegorischer „Vorwand“ für zahlreiche Airs de cour, einer Gattung, die direkt in die Oper mündete. Schlüsselwörter, die ein pastorales Milieu verraten (oder vortäuschen?), sind natürlich die direkte Erwähnung von „berger“ (Schäfer) oder „bergère“ (Schäferin), aber auch poetische Naturschilderungen wie die Erwähnung von Bäumen, Wäldern, Bächen, Flüssen, Wiesen, Blumen, Vögeln etc., und andererseits bestimmte Namen, die aus der Schäferdichtung oder bekannten Schäferspielen und -romanen stammen, wie z. B. „Iris“ oder „Philis“. Der Meister dieser Gattung Michel Lambert schrieb sowohl tragische, als auch lustig-frivole oder ironische Hirten-Airs, Duette oder Terzette. Auch Jean-Baptiste Lully vertonte einige solcher Texte in seiner Jugend.
Die ersten Versuche in Richtung einer eigenständigen französischen Oper waren einige fünfaktige Pastoralen von Robert Cambert, und zwar La Pastorale (1659), und später Pomone (1671) und Les Peines et les plaisirs de l’amour (1672). Die Thematik wurde insgesamt so sehr ausgeschöpft, dass Molière zusammen mit Lully 1667 als witzigen Gegenentwurf eine „Komische Pastorale“ auf die Bühne brachte (La pastorale comique LWV 33). Drei Jahre später lässt er seinen Bourgeois gentilhomme (1670) nach dem Vortrag einer schmachtenden Schäfer-Arie (von Lully) verständnislos fragen: „Pourquoi toujours des bergers?“ (Warum immer Schäfer?).

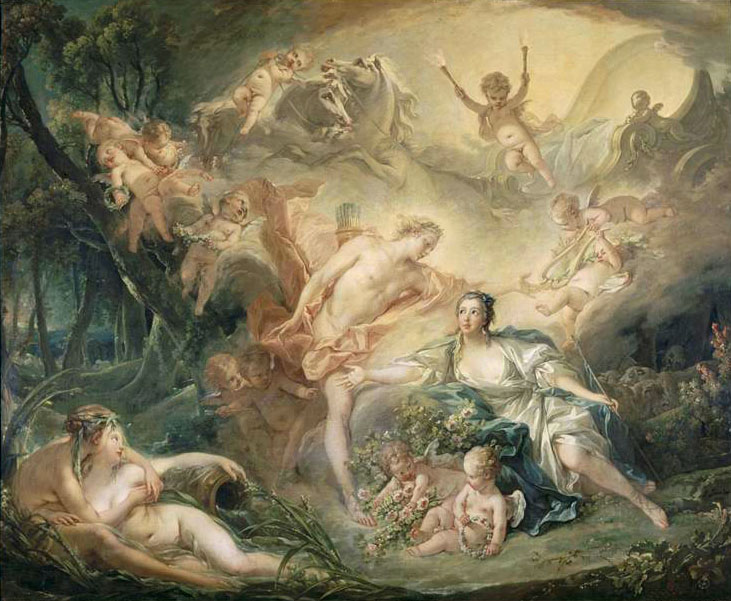
François Boucher: Apollon enthüllt der Schäferin Issé seine Göttlichkeit, 1750. Musée des Beaux Arts, Tours.

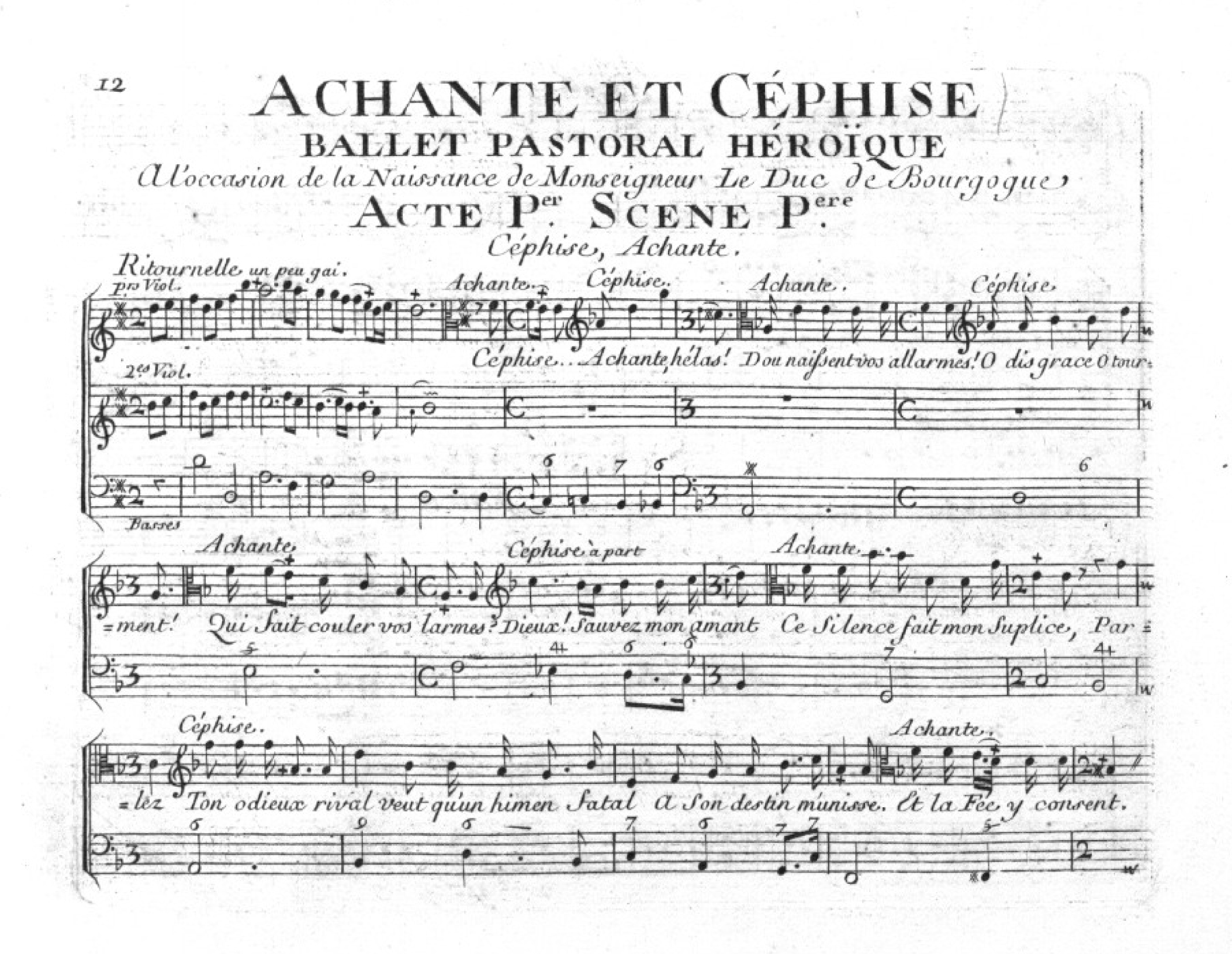
Jean-Philippe Rameau: Acanthe et Céphise (1751), Acte I (Beginn)

Trotz Molières Witzeleien gab es auch in der französischen Tragédie lyrique des 17. und 18. Jahrhunderts häufig ganze Hirten- oder Schäferszenen mit Chören und Ballett, z. B. im zweiten Akt von Jean-Baptiste Lullys Amadis (1684), oder im vierten Akt der Callirhoë (1712) von André Destouches. Dabei wurden vor allem im 18. Jahrhundert manchmal auch Dudelsäcke (Musette) eingesetzt, um dem Schäfermilieu auch in der Instrumentierung so nah wie möglich zu kommen, und es entstand auch ein eigenes Genre im Barocktanz: Die Musette.

Lully erfand außerdem die eigenständige Gattung der Pastorale-héroïque (heroische Pastorale), die formal aus einem Prolog mit nur drei Akten besteht, nicht aus fünf Akten wie die große Tragédie lyrique. Außerdem ist die Handlung nicht ausschließlich idyllisch, sondern mit dramatischen, tragischen und eben heroischen Elementen durchsetzt. Das neue daran war allerdings nicht die Durchmischung von pastoralen und tragischen oder heroischen Elementen, die bereits in Monteverdis „Orfeo“ zu finden ist, wo der Tod der Euridice das glückliche Hochzeitsfest mit den Schäfern „ruiniert“. Und natürlich hatten die Schäfer ja wie erwähnt auch in Lullys Tragédies ihre Rolle. Neu ist die erwähnte drei-aktige Form und die Gewichtung: In der Pastorale héroïque werden die Schäfer zu den Helden der Handlung. Das erste Werk dieser Gattung war Lullys letzte Oper Acis et Galatée (1687); auch die als „Tragédie“ bezeichnete Astrée (1691) von Pascal Colasse mit einem Text von La Fontaine ist in Wirklichkeit eine typische dreiaktige Pastorale-héroïque, deren Handlung in einem Hirtenmilieu spielt. Ein ganz großer Erfolg war Issé (1697), die erste Oper von André Cardinal Destouches mit einem Libretto von de La Motte (1697). Sie wurde vor Ludwig XIV in Fontainebleau aufgeführt, und der König war sehr beeindruckt und sagte, er habe die Musik so sehr genossen wie die des verstorbenen Lully; Issés Erfolg reichte auch über Frankreichs Grenzen hinaus, sie wurde u. a. in Brüssel, Den Haag und Wolfenbüttel aufgeführt. Allein Jean-Philippe Rameau komponierte später fünf Werke dieser Gattung: Zaïs (1748), Naïs (1749), Acanthe et Céphise (1751), Daphnis et Aeglé (1753), und Lysis et Délie (1753; Musik verloren). Er konnte dabei z. T. ausgiebigen Gebrauch machen von seinen Orchestrierungskünsten, die er gerade in dieser Gattung für gelungene und poetische Naturimitationen verwenden konnte, wie z. B. den Vogelgesang in der Arie „Chantez Oiseaux“ aus Zaïs, oder das Glitzern der Sterne in Neptuns Arie „La jeune nymphe“ aus Naïs.
Andere Beispiele für französische Pastoralen sind Boismortiers Daphnis et Chloé (op. 102, 1747), Pancrace Royers Myrtil et Zélie (1750), und Mondonvilles Isbé (1742), sowie Titon et l’Aurore (op. 7, 1753), das der größte Erfolg seines Lebens war. Ein Jahr später brachte Mondonville Daphnis et Alcimadure (op. 9) heraus, eine Pastorale languedocienne in okzitanischer Sprache, nach einer Fabel (Livre XII, Nr. 24) von Jean de La Fontaine. Das Stück wurde verständlicherweise nicht nur in Paris, sondern auch in Städten Südfrankreichs, wie Montpellier und Toulouse, gespielt, wo man okzitanische Dialekte sprach. Sie wurde auch mehrfach parodiert und später auch ins Französische übersetzt.
Pierre-Montan Berton schrieb die Pastoralen Sylvie (1749) und Erosine (1765); und zusammen mit Jean-Claude Trial und Louis Granier Théonis, ou le Toucher (1767). 1771 erlebte La Fête de Flore von Trial ihre Premiere.
In den 1760er Jahren wurden auf verschiedenen Pariser Bühnen auch einige Pastoralen von Jean-Benjamin de la Borde, einem Schüler Rameaus, aufgeführt: Annette et Lubin (Text: Jean-François Marmontel, 30. März 1762) und Amphion (13. Oktober 1767) waren nur Einakter. Aber La Cinquantaine (13, August 1771, Académie royale de musique) war eine ausgewachsene „pastorale en 3 actes“.
Auch François-Joseph Gossec schuf noch einige Pastoralen: Les Agréments d’Hylas et Sylvie (1768), Alexis et Daphné (1775), und Philémon et Baucis (1775). In Grétrys umfangreichem Opernschaffen gibt es nur La rosière de Salency, die 1773 in Fontainebleau uraufgeführt wurde.
Die Existenz und der Erfolg der Pastorale-héroïque bedeuteten allerdings nicht, dass die „liebenswerten“ Schäfer aus allen anderen französischen Operngattungen wie Tragédie lyrique, Opéra-Ballet, Comédie-Ballet oder Acte de ballet nun völlig verbannt gewesen wären.

### Italien um 1700
In der italienischen Musik des 17. und 18. Jahrhunderts entstanden nach dem „Tod“ des Madrigals (um 1640/50) und besonders nach der Gründung der Accademia dell’Arcadia (1690) zahlreiche Kantaten oder „Serenate“ im pastoralen Genre, das auch hier im Grunde als poetischer Vorwand für Liebesarien, Duette und sogar Lamenti diente. Auch hier verraten oft schon Namen wie „Clori“, „Tirsi“, „Mirtillo“, „Filli“, „Amarilli“, „Silvio“ oder „Fileno“ auf den ersten Blick das Schäfermilieu, da sie oft aus den altbekannten Werken wie Il pastor fido (Mirtillo, Silvio, Amarilli), oder aus Aminta (Filli, Tirsi, Silvia) stammen. Meister dieser kleineren oder mittelgroßen pastoralen Gattungen, die häufig eine Begleitung von Streichorchester mit Continuo hatten, waren die ganz großen Opernkomponisten, allen voran Alessandro Scarlatti mit Werken wie „Clori et Mirtillo“ (Sopran, Alt), „Filli che esprime la sua fede a Fileno“ (Alt solo), „Bella madre de’ fiori“ (Alt solo) u. a. Andere Beispiele gibt es im Grunde von jedem Komponisten italienischer Opern, von Agostino Steffani, über Antonio Caldara, bis hin zu Johann Adolph Hasse.

Sebastiano Ricci: Angelica e Medoro, ca. 1716. Brukenthalmuseum, Hermannstadt.

Alessandro Scarlatti hinterließ – in einem erhaltenen Gesamtwerk von 59 Opern – außerdem einige größere Dreiakter: Dafni (1700) und Il pastore di Corinto (1701) nannte er „favola boschereccia“, also „Wald-Fabel“. Beide wurden in Posilippo im Palast des Vizekönigs von Neapel aufgeführt. La fede riconosciuta (1710) ist als „dramma pastorale“ (Hirtendrama) bezeichnet, aber als Autor kommt auch Benedetto Marcello in Frage.
Auch Giovanni Bononcini schrieb mehrere Serenate im pastoralen Genre: La costanza non gradita nel doppio amore d’Aminta (1694) geht offenbar auf Tassos Aminta zurück; umgekehrt basiert Silvio trionfante degl’amori di Dorinda e Clori auf Guarinis Il pastor fido. Ausgewachsene Opern sind L’amore eroica fra pastori (1696), und die „pastorella“ Cefalo (1702). Im gleichen Jahr komponierte er auch Polifemo (1702), nach der bekannten Galatea-Geschichte, die auch von Ziani (1667, Wien), Lully (1686), und später gleich zweimal von Händel (1708 und 1718) vertont wurde. Für die Karnevalssaison 1719 am Teatro della Pace in Rom entstand Bononcinis „favola pastorale“ Erminia (1723), mit dem Sopran-Kastraten Domenico Gizzi (1687–1758) und dem neapolitanischen Altisten Francesco Vitale. Die Oper basiert auf der Geschichte von Erminia und den Schäfern aus Tassos Gerusalemme liberata, die schon 1633 von Kardinal Giulio Rospigliosi (später Papst Clemens IX.) zu einem Opernlibretto umgeformt wurde. Bononcinis Version war ein enormer Erfolg. Sie wurde auch während seiner Zeit in London als Rivale von Händel wiederaufgeführt (1723). Später schrieb er noch die „festa pastorale“ Amore per amor (1732).
Es folgen noch einige Beispiele für Pastoral-Opern anderer erfolgreicher italienischer Opernkomponisten:
Carlo Francesco Pollarolo, der in Venedig wirkte und ungefähr 80 bis 90 Opern verfasste, schrieb
- Il pastore d'Anfriso (tragedia pastorale, Libretto: Girolamo Frigimelica Roberti, über die Georgica von Vergil, 1695, Venedig),
- L'enigma disciolto[33] (favola pastorale, Libretto: Giovanni Battista Neri, 1698, Reggio Emilia; Wiederaufnahme: Gli amici rivali, 1705, Venedig),
- La fede riconosciuta[34] (dramma pastorale per musica, Libretto: Pasquaglio, 1707, Vicenza)
- La vendetta d'amore[35] (pastorale per musica, 1707, Rovigo),
- L'Ergisto (dramma pastorale, Libretto: Francesco Passarini, 1708, Rovigo),
- La ninfa riconosciuta[36] (melodramma pastorale, Libretto: Francesco Silvani, 1709, Vicenza),
- Amor per gelosia[37] (favola pastorale, 1710, Rom),
- Marsia deluso[38] (favola pastorale, Libretto: Agostino Piovene, 1714, Venedig).

Von Antonio Lotti, der ebenfalls in Venedig tätig war und insgesamt 24 Opern hinterließ, stammen:
- Il Tirsi (1. Akt) (dramma pastorale, Libretto: Apostolo Zeno; zusammen mit Antonio Caldara (2. Akt) und Attilio Ariosti (3. Akt), 1696, Venedig),
- Ama più chi men si crede[39] (dramma pastorale, Libretto: Francesco Silvani, 1709, Venedig),
- La ninfa Apollo[40] (scherzo comico pastorale, Libretto: Francesco De Lemene; zusammen mit Francesco Gasparini, 1709/1710, Venedig) war ein komisches Libretto, das 1692 schon von dem jungen Carlo Agostino Badia vertont worden war, und noch mehrmals in Musik gesetzt werden würde, u. a. von Francesco Rossi (1726, Venedig), Galuppi (1734, Venedig), und Bernasconi (1743, Venedig),
- Giove in Argo[41] (melodramma pastorale, Libretto: Antonio Maria Lucchini, 1717, Dresden).

Unter den ca. 60 Opern von Francesco Gasparini finden sich:
- Elpino (componimento pastorale, 1702, Venedig),
- La Dorinda (favola pastorale, Libretto: Benedetto Marcello, 1723, Rom),
- La Silvia (dramma pastorale, Libretto: Enrico Bissari, 1723, Foligno), eine Geschichte, die schon Domenico Scarlatti 1710 für das Theater der Maria Casimira, Ex-Königin von Polen, im Palazzo Zuccari in Rom vertonte,
- La Tigrena (favola pastorale con intermezzi, 1724, Rom).

Erwähnenswert sind die folgenden Werke von Antonio Caldara (von ca. 78 Opern):
- Paride sull'Ida, overo Gl'amori di Paride con Enone[42] (favola pastorale, 1704, Mantua),
- Il selvaggio eroe[43] (tragicommedia eroico-pastorale, 1707, Venedig),
- Dafne, dramma pastorale, 1719, Salzburg/Wien (Widmung an Franz Anton Graf von Harrach, Fürsterzbischof von Salzburg)
- Ghirlanda di fiori[44] (componimento pastorale, 1726, Wien (?)),
- Amor non ha legge[45] (favola pastorale, 1728, Schloss Jaroměřice).
- außerdem eine großbesetzte Cantata pastorale eroica a 5[46] (1730, Wien).

Aus Antonio Vivaldis 21 erhaltenen Opern stechen die folgenden Pastoralen heraus:
- La Silvia (RV 734, dramma pastorale, Libretto: Enrico Bissari, 1721, Mailand, zur Feier des Geburtstages der Kaiserin Elisabeth Christine)
- Dorilla in Tempe (RV 709-A, melodramma eroico pastorale, Libretto: Antonio Maria Lucchini, 1726, Venedig)
- La fida ninfa (dramma pastorale, 1732, Verona)

Allein aus den angeführten Beispielen lässt sich erkennen, dass die Pastorale als ausgewachsene Oper auch auf den Bühnen des barocken Italien ihren Platz hatte, der allerdings im Vergleich zu der enormen Menge an „drammi“ doch relativ bescheiden wirkt.

### Deutschland und England

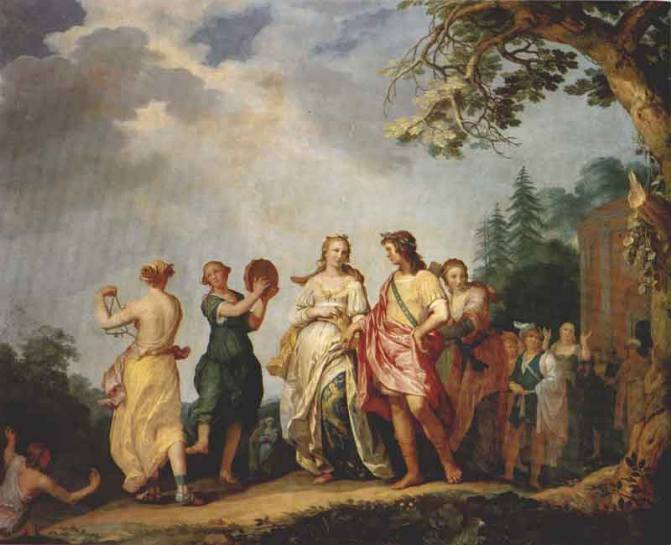
Abraham Bloemaert: Hochzeit von Amaryllis und Mirtillo, 1635.

In England komponierte Henry Lawes eine Bühnenmusik zu Miltons Comus (1634). Auch John Blows dreiaktige Masque Venus and Adonis (ca. 1681) spielt teilweise in einem pastoralen Ambiente. Henry Purcell schrieb keine Pastoral-Oper, aber eine entzückende Szene in King Arthur (1691), wo die Schäfer singen: „How blest are Shepherds, how happy their lasses…“. Die Szene endet mit einer Hornpipe.
Die erste vollständig erhaltene deutschsprachige „Oper“ ist das 1644 in Nürnberg aufgeführte „…geistlich Waldgedicht oder Freudenspiel, genannt Seelewig“ von Sigmund Theophil Staden, mit einem Libretto von Georg Philipp Harsdörffer. Wie der Name „Waldgedicht“ schon vermuten lässt, handelt es sich um eine echte Pastorale mit Schäfern, Schäferinnen und Nymphen als Hauptpersonen.
50 Jahre später 1694 schuf Johann Sigismund Kusser für die Hamburger Oper am Gänsemarkt das „Schäferspiel“ Erindo oder Die unsträfliche Liebe. Kusser war ein Schüler Lullys, und so entspricht sein Erindo schon formal der französischen Pastorale-héroïque mit 3 Akten. In der Folge kreierte auch der größte Komponist der deutschsprachigen Barockoper Reinhard Keiser eine ganze Reihe von Pastoralopern, die auch er oft (aber nicht immer) als „Schäferspiel“ bezeichnete. Dabei basierte Friedrich Christian Bressands Libretto zu Der königliche Schäfer oder Basilius in Arkadien (1694) auf der Geschichte von Il re pastore, die noch nach 1750 in der Bearbeitung von Metastasio viele Male vertont werden würde (siehe unten). Auch Der geliebte Adonis (1697) spielt im Hirtenmilieu. Mattheson erwähnt in seinem Vollkommenen Capellmeister (1739) Keisers Ismene (1695/1699) als besonders „…gutes Muster…“ für die Gattung der Pastorale und fügt hinzu: „Vieler andern dieses Schlages von eben diesem berühmten Verfasser zu geschweigen“. Weitere Schäferspiele von Keiser sind: Der Morgen des Europäischen Glückes oder Aurora (1710), Die entdeckte Verstellung oder Die geheime Liebe der Diana (1712, 1724 überarbeitet als Der sich rächende Cupido), L’inganno fedele oder Der getreue Betrug (1714) und das Pasticcio Cloris und Tirsis (1721).
Deutsche Barockkomponisten schufen auch italienische Opern und Pastoralen, wie z. B. Christoph Graupners La costanza vince l’inganno (1715/1719). Vermutlich dasselbe Libretto oder zumindest denselben Stoff vertonte einige Jahre später auch Georg Caspar Schürmann unter dem leicht abgewandelten Namen Amor costante vince l'inganno (1733) für das Hoftheater in Wolfenbüttel. Auch Carl Heinrich Grauns Giove in Argo (1730 (?)) entstand für Wolfenbüttel, seine „pastorale“ Il giudizio di Paride (1752) wurde in Schloss Charlottenburg uraufgeführt, am Hofe Friedrichs des Großen. Erwähnenswert sind auch Wagenseils „favola pastorale“ Euridice (1750, Wien), und Holzbauers Il figlio delle selve (1753, Schlosstheater Schwetzingen).
Johann Adolph Hasse – der bedeutendste deutsche und internationale Opernkomponist des Rokoko zwischen 1730 und 1770 – behandelte das Schäferthema fast ausschließlich in Kantaten, davon auch einige mit obligaten Soloinstrumenten oder mit Orchesterbegleitung; größere Werke sind die „cantata pastorale“ Sei tu Lidippe, o il sole (1734) und die Pastoralopern Astarte (1737), Leucippo (1747) und Il re pastore (1755). Eine Wiederaufnahme des Leucippo in Dresden zum Geburtstag Friedrich Augusts II. im Oktober 1763 wurde zu einem gar nicht idyllischen Schicksalsmoment für Hasse wegen des plötzlichen Todes des Kurfürsten. Die Aufführung fiel im letzten Moment ins Wasser, und er wurde zusammen mit seiner Frau Faustina Bordoni nur zwei Tage später nach jahrzehntelangem Wirken am sächsischen Hofe entlassen.

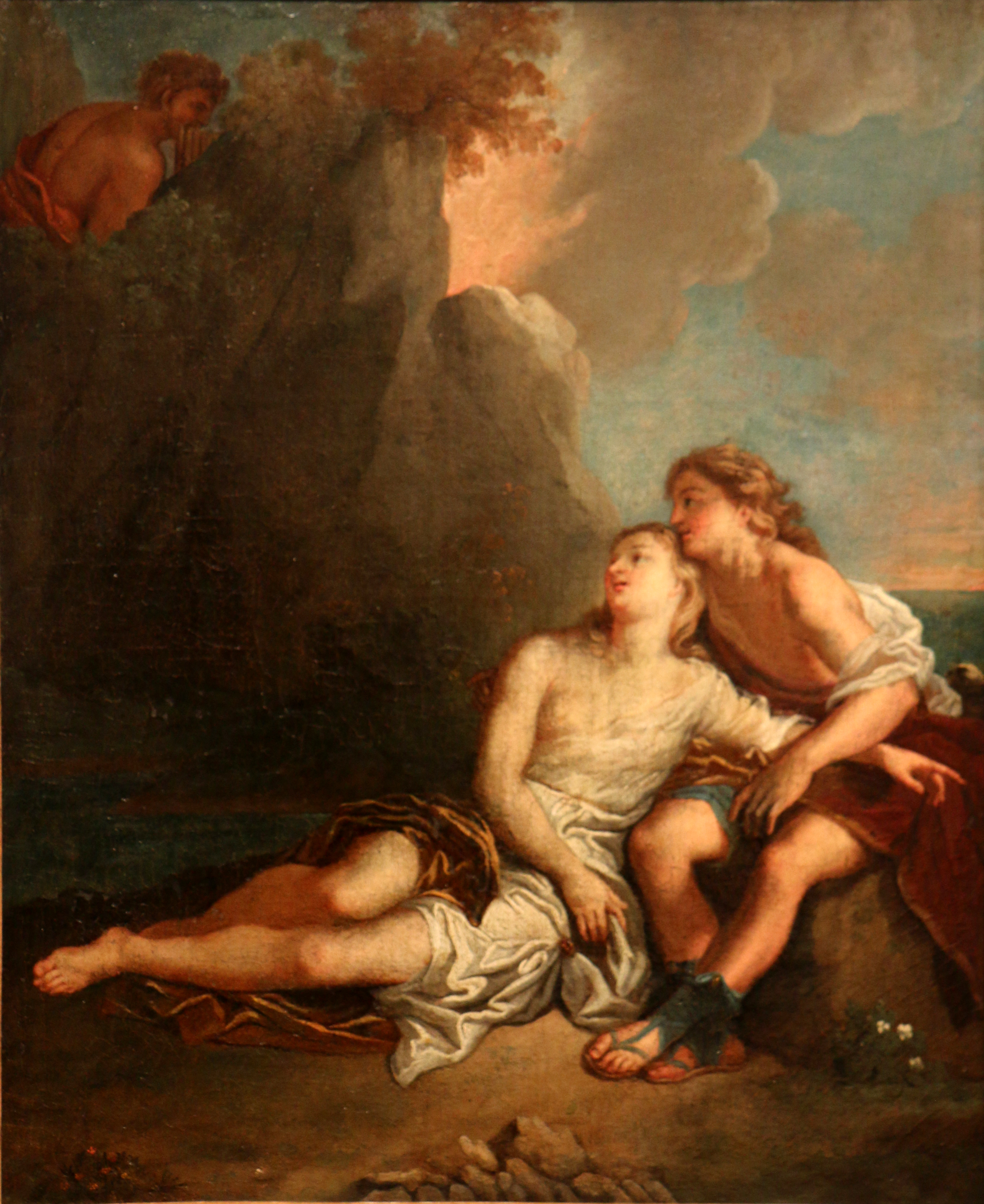
Charles de La Fosse: Acis et Galathée. Musée d’Art de Toulon

### Händel
Georg Friedrich Händels verlorene frühe deutsche Opern Der beglückte Florindo (HWV 3) und Die verwandelte Daphne (HWV 4) gehörten vermutlich zum Genre des Schäferspiels, oder waren zumindest eine Mischung, mit mehreren Schäfern und Nymphen als Nebenfiguren (Damon, Tyrsis, Lycoris, Galathea). Er schrieb viele Pastoral-Kantaten während seiner Italienzeit, darunter auch einige größere mit Orchesterbegleitung wie Delirio amoroso HWV 99 oder Il duello amoroso HWV 82. Ein ausgedehnter Einakter von eineinhalbstündiger Dauer über die schon von Lully und Bononcini behandelte Geschichte der Galateia ist Aci, Galatea e Polifemo HWV 72 (für drei Stimmen), die er 1708 für Neapel kreierte, und die auch nach seiner Abreise noch fünf Jahre später im Palast des neapolitanischen Vizekönigs als „…la famosa Serenata…“ („…die berühmte Serenata…“) aufgeführt wurde. Die gleiche Geschichte gestaltete er 1718 auch als englische Masque Acis and Galatea für eine Aufführung in Cannons, diesmal für fünf Stimmen, die z. T. im Chor singen. Das Libretto dazu basierte vermutlich z. T. auf John Lylys Galathea (1584) und auf Drydens Übersetzung (1717) von Ovids Metamorphosen. Diese englische Fassung von Händels Acis and Galatea war ungeheuer beliebt, sie erfuhr acht Wiederaufnahmen, wurde von Händel mehrmals revidiert und umgearbeitet (z. T. mit Material aus seiner italienischen Serenata), und sogar Mozart passte die Orchestrierung 1788 für eine Aufführung bei van Swieten den Gepflogenheiten der Wiener Klassik an. Händels Masque ist in seiner Gesamtheit ein Meisterwerk, ein besonders beliebtes Stück ist jedoch die Arie des verliebten Zyklopen Polyphem „O ruddier than the cherry“ („Oh roter als die Kirsche“), wegen des zugleich witzigen und poetischen Kontrastes der tiefen Bassstimme mit einer hohen, quasi zwitschernden Piccolo-Blockflöte im Orchester.
Händel vertonte außerdem ein Libretto nach Guarinis Il pastor fido, eine erste Fassung bereits 1712 (HWV 8a), eine zweite erweiterte Fassung 1734 (HWV 8c). Die Arie Occhi belli (HWV 8a, Nr. 10) wurde noch 1782 von Reichardt als Muster „…edler schöner symplicität und lebendigen Ausdrucks“ gerühmt. Andere Vertonungen des berühmten Stoffes schufen später auch Gluck und Salieri (Il pastor fido, 1789); das Libretto für Salieri schrieb Lorenzo da Ponte, der als Textdichter Mozarts berühmt ist.

### Metastasio

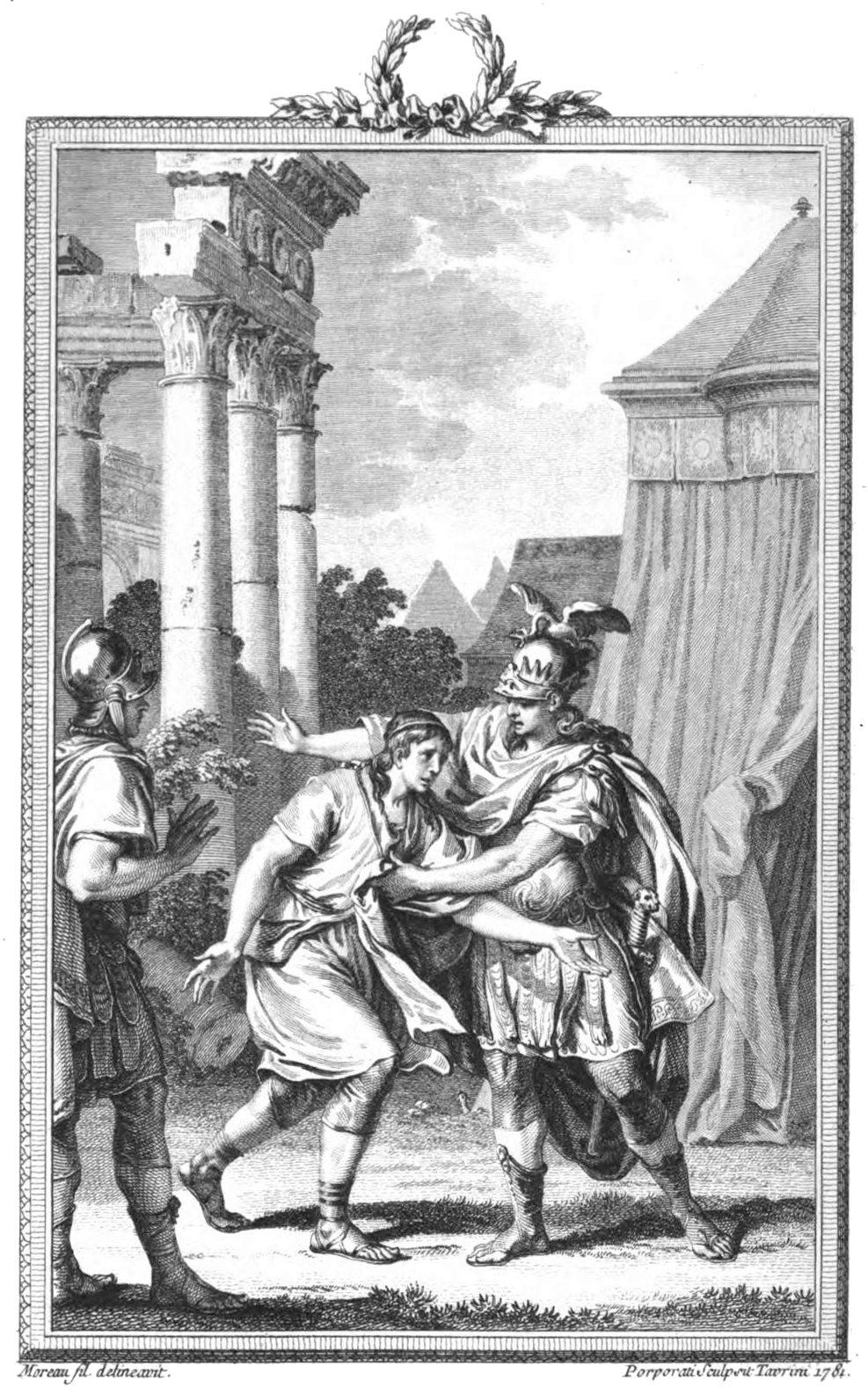
Metastasio: Il re pastore, Atto II, Scena IV. Alessandro: „No, dell’amico / Vieni alle braccia, e, di rispetto in vece, / Rendigli amore.“ Herissant Vol.07, Paris 1780

Der berühmteste Librettist der Opera seria des 18. Jahrhunderts, Pietro Metastasio, verfasste neben seinen „gewöhnlichen“ Opern auch einige wenige Libretti für Pastoralopern oder „-Serenate“, die mehrfach von verschiedenen Komponisten vertont wurden. Ein Beispiel ist das Dramma pastorale Angelica (e Medoro), das zum ersten Mal 1720 von Porpora auf die Bühne gebracht wurde, mit dem erst 15-jährigen Farinelli in der Rolle des Schäfers Tirsi. Der Text wurde später noch etwa zehnmal vertont, u. a. von dem Portugiesen João de Sousa Carvalho (1778) und von Cimarosa (1784). Auch Metastasios La danza liegt in einigen interessanten Vertonungen vor (1744 von Bonno, 1755 Gluck, 1775 Hasse u. a.); es handelt sich eigentlich um einen Dialog zwischen einer Nymphe und dem verliebten Schäfer Tirsi, der als Einleitung zu einem Ballett gedacht ist. Eine pastorale Kantate ist La scusa („Die Entschuldigung“), von der Versionen von Hasse und Galuppi hervorstechen.
Ein pastorales Libretto, das geradezu Furore machte mit Aufführungen in ganz Europa, ist Metastasios Il re pastore (= Der königliche Schäfer; Wien 1751). Das Thema war nicht neu, aber allein diese Version wurde bis zum Ende des Jahrhunderts über 30 Mal vertont u. a. von den bedeutendsten Opernkomponisten der Epoche wie Giuseppe Bonno (1751), Giuseppe Sarti (1753), Johann Adolph Hasse (1755), Gluck (1756), Niccolò Piccinni (1760), Baldassare Galuppi (1762), Niccolò Jommelli (1764) und Mozart (KV 208; Salzburg 1775).

### Mozarts Zeitgenossen
Etwas abseits steht Rousseaus naiver Einakter Le devin du village („Der Dorfwahrsager“, 1752). Dies sowohl in formaler Hinsicht als auch weil er im Gegensatz zur französischen Pastorale-héroïque einem „natürlichen Realismus“ verpflichtet ist, wo es keine übernatürlichen Kräfte oder Götter mehr gibt. Trotzdem kann er als Pastorale bezeichnet werden, und zwar nach Matthesons Kategorien als eine „landmäßige“. Dasselbe gilt für Mozarts singspielhafte Bearbeitung des Stoffes in seinem Jugendwerk Bastien und Bastienne (1768).
Niccolò Jommelli schuf 1759 für das Hoftheater in Stuttgart die Pastorale Endimione, ovvero il trionfo d'Amore, nach einem oft vertonten Libretto von Metastasio; und 1763 die „azione pastorale“ Il trionfo d'amore für eine Aufführung in Schloss Ludwigsburg.
Giuseppe Sarti schrieb einige Pastoralen für das Königliche Theater zu Kopenhagen: 1760 die „opera pastorale“ Il Filindo und 1763 Il Narciso („Narziss“) – die Geschichte des Narziss, der sich in sein eigenes Spiegelbild verliebt, war schon mehrmals für Pastoralopern verwendet worden war (schon von Marco Scacchi 1638, dann von Pistocchi 1697, und von Paganelli 1733); ebenfalls für die Karnevalssaison in Kopenhagen folgte ein Jahr später noch Sartis Il naufragio di Cipro (1764).
Gaetano Pugnanis „favola pastorale“ Apollo e Issea (1771, Turin) basiert auf demselben Stoff wie die berühmte französische Oper Issé von Destouches (1697).
Die erfolgreichsten Opernkomponisten der Mozartzeit Giovanni Paisiello und Domenico Cimarosa schrieben keine Opern mehr, die ausdrücklich als Pastorale bezeichnet sind; der Geschmack tendierte nun neben der weiterhin gepflegten Opera seria stark zur Opera buffa, die mit ihren relativ realen und witzigen Personen aus dem Volke gerade für die idealisierte Welt der Pastorale auf Dauer eine besonders starke Konkurrenz darstellte.
Aus Mozarts direktem Umfeld gibt es von Antonio Salieri – abgesehen von dem schon erwähnten Il pastor fido (1789) – noch zwei weitere Pastoralen, die er in seiner Jugendzeit für das Burgtheater in Wien komponierte. Das Libretto zu L'amore innocente („pastorale“ in 2 Akten) stammte von Giovanni Gastone Boccherini, dem Bruder des berühmten Komponisten Luigi Boccherini (1770); das Libretto zu Daliso e Delmita („azione pastorale“ in 3 Akten), schuf Giovanni di Gamerra (1776), der für den jungen Mozart das Libretto zu seiner Oper Lucio Silla (1772–1773, Mailand) gemacht hatte. Einer der Stars von Lucio Silla war der Sopranist Venanzio Rauzzini, der nach England ging, und dort 1776 ein „Pastoral entertainment“ namens L'ali d'amore („Flügel der Liebe“) mit einem Libretto Carlo Francesco Badinis komponierte; es wurde im Londoner King’s Theatre in the Haymarket uraufgeführt. Auch Joseph Haydns Oper La fedeltà premiata (1781), für das Schlosstheater im Schloss Eszterháza, ist ein „dramma pastorale giocoso“.
Für Wien schrieb der Valencianer Martín y Soler 1787 auf ein Libretto von Lorenzo da Ponte L’arbore di Diana („Der Baum der Diana“). Dieses Werk trägt zwar die Bezeichnung Dramma giocoso, aber sein Personal mit mehreren Schäfern und Nymphen ist ganz typisch für die Pastoraloper. Ein Detail verdient besondere Beachtung: Die Konstellation der Mondgöttin Diana mit ihren drei Nymphen nimmt die Königin der Nacht mit ihren drei Damen in der Zauberflöte (1791) von Mozart vorweg, dessen wichtigster Librettist Da Ponte bekanntlich war. In der Zauberflöte finden sich noch andere Anleihen aus dem Pastoralgenre im Allgemeinen und aus L’arbore di Diana im Besonderen, vor allem die Figur des Naturburschen Papageno (in Martíns Oper: Doristo) und die Mischung mit wunderbar-religiösen Handlungsmomenten – dies alles jedoch auf eine besondere Art freimaurerisch zubereitet.

### Ausklang (spätes 18. & 19. Jahrhundert)
Ein relativ spätes und seltenes Beispiel aus dem pastoralen Genre ist Meyerbeers Gli amori di Teolinda („Teolindens Liebschaften“), eine achtsätzige „Szenische Kantate“ für Sopran, Soloklarinette, „Chor der Hirten“ und Orchester, die er 1816 in Venedig für die befreundete Sängerin Helene Harlas und den Klarinettenvirtuosen Heinrich Joseph Baermann komponierte. Die Klarinette ist hier als ein neues Hirteninstrument anzusehen, und verkörpert zugleich im Dialog mit „Teolinda“ ihren Geliebten. Auch Rossini komponierte 1823 einen kleinen Omaggio pastorale, und Donizetti 1825 eine „azione pastorale melodrammatica“ I voti de' sudditi (Neapel, San Carlo).
Schon gegen Ende des 18. Jahrhunderts ließ das Interesse an der Pastorale jedoch nach, die Oper wurde im 19. Jahrhundert entsprechend dem Zeitgeschmack immer dramatischer, nach und nach auch immer „realistischer“. Die Hirten gaben ihre unschuldige Einfachheit, Natürlichkeit und Liebenswürdigkeit noch für eine Weile an das neue Genre der rührenden Opera semiseria weiter, wo sogar manchmal noch ein singender Hirte auftaucht und eine Art therapeutische Wirkung ausübt: Paisiellos seinerzeit überaus populäre Oper Nina o sia La pazza per amore (1789/1794) spielt auf dem Lande und ihr naiv-lieblicher Tonfall passt geradezu perfekt in das musikalische Schema der Pastorale. Am Ende des ersten Aktes bringt dann auch ein echter „pastore“ der „wahnsinnigen“ Nina zu ihrem Entzücken ein Ständchen zur Begleitung einer Zampogna (ein italienischer Dudelsack). Aus diesem Vorbild wird gegen Ende der Gattung in Donizettis Linda di Chamounix (1842) ein „armer savoiardischer Waisenjunge“ Pierotto, der mit der Titelfigur befreundet ist und im ersten Akt ein Lied zur Begleitung einer Drehleier singt. Dies ist jedoch im Grunde schon ein schlechtes Zeichen, denn die Drehleier war früher ein typisches Instrument der Bettler, und so landet der arme Junge aus den Bergen, von dem wir nicht einmal wissen, ob er ein Hirtenjunge ist, im „romantischen“ und realistischen 19. Jahrhundert zumindest vorübergehend auf den Straßen von Paris.

## Zitat

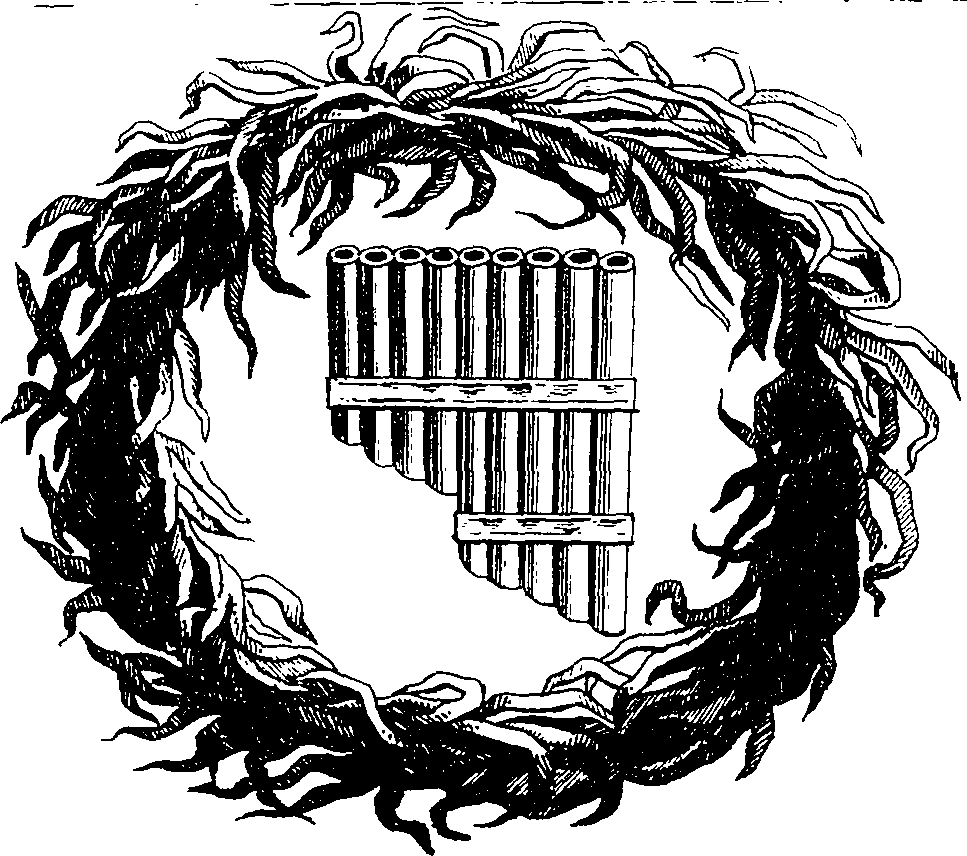
Aus: Il pastor fido … di Battista Guarini…. London 1718

„Wer demnach ein Pastoral mit gutem Beifall in die Music bringen will, der muß sich überhaupt solcher Melodien befleissen, die eine gewisse Unschuld und Guthertzigkeit ausdrücken : er muß dabey soviel verliebtes selbst empfinden,…
(§ 53) Die heroischen Schäfer-Spiele, wo Könige und Printzen unter verstellter Tracht, ingleichen Gottheiten und Lufft-Wagen eingeführet werden, erfordern freilich einen erhabenern Styl… Aber der besagte Hauptpunct muß doch über alle andre hervorragen. Und wenn sich ein Fürst wie ein Schäfer stellet, muß er auch wie ein Schäfer singen.
(§ 54) Zwar haben auch die Hirten sowol ihre Lustbarkeiten, als andere Leut; sie sind aber einfältiger, kindischer und dem Land-Leben gemässer. Die Pastorale haben auch Aufzüge und öffentliche Spiele, aber sie sind nicht prächtig, sondern nur artig….“

### Noten
- Giulio Caccini: Le Nuove Musiche, Florenz 1601. Facsimile, Studio per Edizioni Scelte (S.P.E.S), Firenze 1983, S. 12–13.
- Robert Cambert: Pomone, Paris 1671. Originalausgabe von Christophe Ballard. Auf: http://imslp.org/wiki/Pomone_(Cambert%2C_Robert), gesehen am 30. August 2017.

### Einspielungen (+ Libretti + Booklettexte)
- Caldara – Medea (Cantates Pour Alto Solo). Gérard Lesne, Il Seminario Musicale, erschienen bei: virgin classics (VC 7 91479-2), 1991 (CD).
- Giaches de Wert – Il settimo libro de madrigali 1581. The Consort of Musicke, Anthony Rooley, erschienen bei: Virgin veritas, 1989/1994 (CD).
- Gaetano Donizetti – Linda di Chamounix. Edita Gruberova, Monika Groop u. a., The Swedish Radio Symphony Orchestra, Friedrich Haider, erschienen bei: Nightingale Classics, 1993 (3 CDs).
- Baldassare Galuppi – La Scusa (+ Sonaten, Concerti). Sara Mingardo u. a., L’Opera Stravagante, Ivano Zanenghi, erschienen bei: ORF, 2002 (CD).
- Handel & Hasse – Arias. Vivica Genaux, Les Violons du Roy, Bernard Labadie, erschienen bei: Virgin classics, 2006 (CD).
- Handel – Italian Cantatas. Mária Zádori, Ralf Popken, Concerto Armonico & Capella Savaria, Pál Németh u. a., erschienen bei: Brilliant classics (urspr. Hungaroton 1995) (2 CDs).
- Handel & Scarlatti – Cantatas. Gérard Lesne, Sandrine Piau, Il Seminario Musicale, erschienen bei: virgin veritas, 1991 & 1996 (2 CDs).
- Johann Adolf Hasse – Italian Cantatas with obbligato instruments. Éva Lax, Mária Zádori, Noémi Kiss, Affetti musicali Budapest, János Malina, erschienen bei: hungaroton, 2000 (CD).
- Il Lamento d’Olimpia – Cantate Italiane. Vol. 1 (Alessandro Scarlatti & Giovanni Bononcini). Gloria Banditelli, Ensemble Aurora, Enrico Gatti, erschienen bei: Tactus, 1988 (CD).
- Vicente Martín y Soler – L’arbore di Diana. Harry Bicket, Gran Teatre del Liceu, Barcelona, erschienen bei: Dynamic 2009 (CD und DVD). Libretto mit Übersetzung ins Englische (Digitalisat).
- Giacomo Meyerbeer – Gli Amori di Teolinda. Julia Varady, Jorg Fadle, RIAS Kammerchor, Radio-Symphonie-Orchester Berlin, Gerd Albrecht, erschienen bei: Orfeo, 1983 (CD).
- Monteverdi – L’Orfeo. Victor Torres, Gloria Banditelli u. a., Ensemble Elyma, Gabriel Garrido, erschienen bei: K 617 France, 1996 (2 CDs).
- Monteverdi – Quinto libro dei madrigali 1605. The Consort of Musicke, Anthony Rooley, erschienen bei: Decca L’Oiseau-Lyre, 1984 (LP).
- Giovanni Paisiello – Nina o sia la pazza per amore. Jeanne Marie Bima, William Matteuzzi u. a., Concentus Hungaricus, Hans Ludwig Hirsch, erschienen bei: Arts Music, 1996.
- Angelo Poliziano – La Favola di Orfeo (Anno 1494), mit Musik von Serafino dall’Aquilano, Marchetto Cara, Tromboncino und Michele Pesenti. Huelgas Ensemble, Paul van Nevel, erschienen bei: RCA Seon, 1982 (2 LPs).
- Purcell – King Arthur, The Deller Choir, The King’s Musick, Alfred Deller, erschienen bei: harmonia mundi France 1979 (2 LPs).
- Sigismondo d’India – Libro primo de Madrigali (1606). La Venexiana, erschienen bei: glossa, 2001 (CD).
- Sigismondo d’India – Il terzo Libro de Madrigali (1615). La Venexiana, erschienen bei: glossa, 1997 (CD).
- Agostino Steffani – Duetti da camera. Rossana Bertini, Claudio Cavina, Ensemble Arcadia, Attilio Cremonesi, erschienen bei: Glossa, 1994 (CD).